# Patricio Manuel
 (juin 2020).
Pour les articles homonymes, voir Manuel.
Patricio « Pat » Manuel est un boxeur professionnel américain né le 22 juillet 1985. En 2018, il est devenu le premier boxeur transgenre de l'histoire des États-Unis à se battre professionnellement,. Manuel a remporté cinq fois le titre de champion national de boxe amateur aux États-Unis. Il a mené son dernier combat en tant que femme en 2012 contre Tiara Brown. Son combat suivant a eu lieu après sa transition, où il a affronté Adan Ochoa en 2016 et a gagné par décision unanime. Manuel a fait ses débuts professionnels en décembre 2018.

## Carrière
Il a fait ses débuts professionnels lors d'un événement de Golden Boy Promotions le 8 décembre 2018 à Indio, en Californie, marquant une victoire par décision unanime de quatre rounds contre Hugo Aguilar, les trois juges ayant noté le combat 39-37. Aguilar n'a appris la transition de Manuel que deux jours avant le combat. Il a déclaré : « Pour moi, c'est très respectable. . . Ça ne change rien pour moi. Sur le ring, il veut gagner et moi aussi ».
En mai 2019, Manuel était conférencier d'honneur lors de l'événement de lancement du LGBTQ+ et des alliés du club des 49ers de San Francisco, tenu au Levi's Stadium.
En septembre 2019, Manuel est devenu le nouveau visage de la marque d'équipement de boxe Everlast.
En avril 2024, Manuel affronte Joshua Reyes lors de sa seconde participation à la Golden Boy Fight Night où il endure sa première défaite après avoir été mis au sol (KO technique après 21 secondes). Reyes est considéré comme le premier adversaire professionnel sérieux rencontré par Manuel.

## Transition
Il s'est identifié en tant qu'homme après avoir remporté le titre de champion national amateur à cinq reprises et avoir participé aux essais olympiques féminins américains de 2012. Manuel a été éliminé de ces essais après avoir été contraint de se retirer en raison d'une blessure à l'épaule. Il a commencé sa transition avec des traitements hormonaux en 2013 et il a subi une opération chirurgicale à Salt Lake City en 2014.

## Vie privée
La mère de Manuel, qui l'a élevé seule avec l'aide de sa grand-mère et de ses oncles, est d'origine irlandaise. Son père est afro-américain. Il vit maintenant avec sa petite amie, Amita Swadhin, et leur pit-bull, Ginkgo.

## Résultats en boxe professionnelle
Patricio Manuel compte quatre combats, dont trois victoires et une défaite.
| N° |  | Résultat | Score | Adversaire          | Type | Rounds | Date            | Lieu                                      |
| -- |  | -------- | ----- | ------------------- | ---- | ------ | --------------- | ----------------------------------------- |
| 4  |  | Défaite  | 3-1   | Joshua Reyes        | KO   | 1      | 4 avril 2024    | Fantasy Springs Casino, Indio, Californie |
| 3  |  | Victoire | 3–0   | Alexander Gutierrez | UD   | 4      | 2 juin 2023     | Fantasy Springs Casino, Indio, Californie |
| 2  |  | Victoire | 2–0   | Hien Huynh          | TD   | 4      | 18 mars 2023    | Walter Pyramid, Long Beach,               |
| 1  |  | Victoire | 1-0   | Hugo Aguilar        | UD   | 4      | 8 décembre 2018 | Fantasy Springs Casino, Indio, Californie |

## Voir également
- Parinya Charoenphol, boxeuse thaï et kathoey
- Fallon Fox, la première athlète de MMA ouvertement transgenre